# Strålticka
Strålticka (Ceriporiopsis mucida) är en svampart som först beskrevs av Christiaan Hendrik Persoon, och fick sitt nu gällande namn av Gilb. & Ryvarden 1985. Ceriporiopsis mucida ingår i släktet Ceriporiopsis och familjen Phanerochaetaceae.   Inga underarter finns listade i Catalogue of Life.
I den svenska databasen Dyntaxa används istället namnet Porpomyces mucidus för samma taxon.  Arten är reproducerande i Sverige.

## Bildgalleri

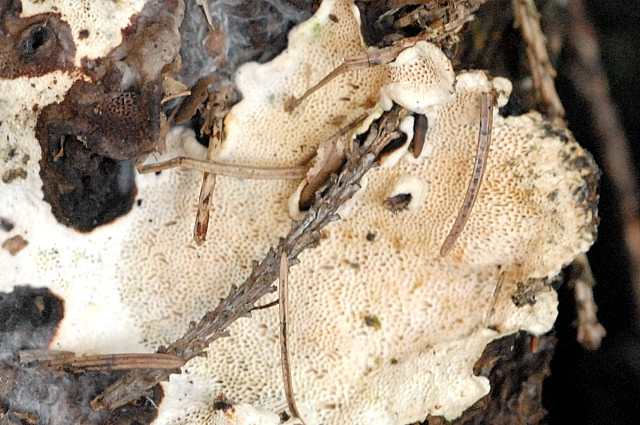
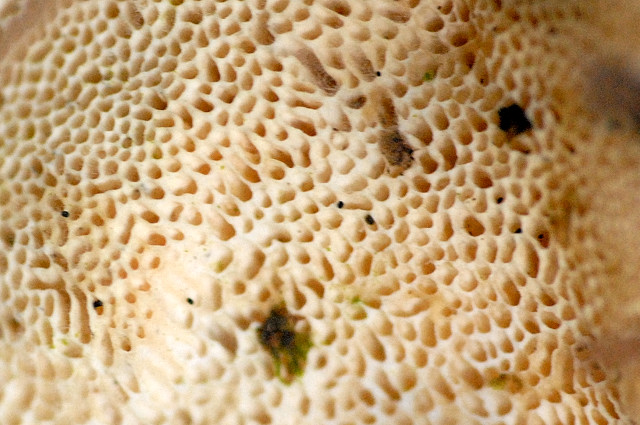